# Del Shannon
Del Shannon (Grand Rapids, Michigan, 30 de dezembro de 1934 - Santa Clarita, Califórnia, 8 de fevereiro de 1990) foi um famoso cantor e compositor norte-americano. Seu nome completo de batismo é Charles Weedon Westover.

## Biografia
Del começou a tocar guitarra elétrica e a cantar aos 14 anos. Em Coopersville não havia ninguém que pudesse ensiná-lo a tocar, então, durante os finais de semana, frequentava alguns clubes, onde observava guitarristas de bandas country.
Já em 1957, entrou para o exército, e durante um evento, em 1958, fez a sua primeira apresentação.
Ao deixar o serviço militar, em 59, Del voltou para casa, e arrumou um emprego durante o dia. Mas à noite, em um clube local, tocava guitarra com um amigo pianista, chamado Max Crook.
Ollie McLaughlin, um radialista da cidade, ouviu Del cantar e tocar, e o levou para Detroit, onde o apresentou a Harry Balk e Irving Micahnik, da "Talent Artists Management". Desta maneira, Del foi levado à Big Top, uma gravadora especializada em lançar novos talentos. Del Shannon então seguiu para Nova Iorque, onde gravaria inicialmente duas canções. Del estava nervoso durante as gravações, que não chegaram a ser lançadas.
De volta ao "Hi-Lo Club", Del e Max Crook tocavam durante uma noite, quando Max fez alguns acordes no piano, na escala Lá menor e Sol. Shannon pediu que tocasse novamente, e nasceu ali a composição que seria o maior êxito de 1961, e que projetaria Del Shannon internacionalmente, a canção "Runaway". No dia seguinte, Del Shannon aproveitou o horário do almoço, em seu trabalho diurno, para escrever a letra de "Runaway", e ainda, no mesmo dia, comporia "Jody". À noite, no clube, Del, Max Crook e os músicos ensaiaram a nova composição, e após tocarem "Runaway", o baterista do conjunto parecia ter ideia do que viria pela frente. Jogou as baquetas para o ar e disse para Max e Del: "Rapazes, que grande música vocês fizeram!"
Foi somente uma pequena questão de tempo para que a música fosse apresentada aos diretores da Big Top, e gravada, no início de 1961. O single "Runaway/Jody" chegou a vender 80 mil cópias somente num dia, nos Estados Unidos, e a música subiu rapidamente para o primeiro lugar em todo o país.
O segundo single, lançado ainda em 61, trouxe outro grande sucesso: "Hats off to Larry". Um primeiro álbum foi produzido e gravado, dando um grande impulso à crescente popularidade de Del Shannon. No ano seguinte, é lançado pela London, na Inglaterra, seu segundo LP (Hats off to Del Shannon), originado a partir de vários singles americanos.
Em 1963, a Big Top põe no mercado seu segundo álbum norte-americano, intitulado "Little Town Flirt", que trouxe mais uma série de êxitos. No mesmo ano, Del grava 2 singles pelo seu próprio selo, chamado Berlee. Logo depois, assina com a Amy Records, e grava seu quarto álbum, intitulado "Handy Man", mais um sucesso de vendagem. No início de 65, lança pela Amy um álbum onde interpreta clássicos da música country e homenageia Hank Williams. Ainda em 65, grava a música "Break Up", em compacto simples, e no final do ano é lançado o LP "1661 Seconds whith Del Shannon". Na Amy, Del transpôs para o disco um de seus maiores sucessos: "Keep Searching", lançada em compacto simples no final de 64, e incluída no LP "1661 Seconds".
Veio então o ano de 1966, e com ele, uma nova casa para Del Shannon, a Liberty Records. Dois álbuns foram gravados e lançados pela Liberty em 66. O primeiro, "This is my bag", trouxe mais um sucesso para Del: "The big hurt". O segundo LP saiu no final de 66, e foi intitulado "Total Commitment". Em 67, Del passou a gravar, em Londres, uma série de canções, que serviriam para seu terceiro álbum pela Liberty, o qual se chamaria "Home and Away". Não se sabe o por quê, mas o projeto do LP foi deixado de lado e algumas das músicas saíram apenas em singles. Essas gravações seriam lançadas posteriormente no LP "And the music plays on…", em 1978. Em 1968, último ano de Shannon na Liberty, marca o lançamento de seu álbum "The further adventures of Charles Westover", onde Shannon revela um outro lado de seu universo artístico.
Segundo seus fãs, Del Shannon foi um dos mais originais e carismáticos artistas de rock da década de 1960. Com seu falsete, que se tornaria sua marca, deu às músicas a interpretação exata e vibrante, que aliada à sua voz marcante, agregaria admiradores em vários países do mundo.
Vale destacar também que em certos períodos, Del Shannon foi muito mais popular na Inglaterra do que nos Estados Unidos, tendo gravado lá seu disco ao vivo, em 1972. Sua grande popularidade no Reino Unido também fica evidenciada no grande número de lançamentos fonográficos, por vezes até superando os de seu país de origem.
Em 1988 chegou a gravar participação na música "The world we know", do grupo norte-americano The Smithereens. No mesmo ano, Del Shannon foi convidado para formar os Travelling Wilburys com George Harrison, Bob Dylan, Jeff Lynne, Tom Petty e Roy Orbison, no entanto, recusou o convite. Mais tarde, em fevereiro de 1990, o músico suicidou-se.

## Canções famosas
- Runaway
- Hats Off To Larry
- So Long, Baby
- Little Town Flirt
- Keep Searchin'
- Handy Man
- Do You Wanna Dance
- Stranger in Town